# Израильско-испанские отношения
Израильско-испанские отношения — дипломатические, культурные и экономические отношения между Израилем и Испанией. Обе страны установили дипломатические отношения в 1986 году. У Израиля есть посольство в Мадриде, а у Испании есть посольство в Тель-Авиве, почетное консульство в Хайфе и генеральное консульство в Иерусалиме, которое является дипломатической миссией для Иерусалима (включая Восточный Иерусалим), Сектор Газа и территории Западного Берега. Оба государства являются членами ООН, а также членами Союза для Средиземноморья. Обе страны вовлечены в различные программы и соглашения при посредничестве ЕС, членом которого является Испания, и его отношений с Израилем.
На 2018 год, посол Израиля в Испании — Даниэль Кутнер.

## История
Франкистская Испания не признавала Израиль, следуя идее о международном заговоре евреев и франкмасонов против Испании («теория жидомасонского заговора»). В 1949 году на Генеральной ассамблее ООН Израиль голосовал за введение санкций против Испании из-за поддержки франкистским режимом стран Оси во время Второй мировой войны. Несмотря на отсутствие дипломатических связей, правительство Франко способствовало еврейской эмиграции из Марокко в 1960-х и во время Шестидневной войны 1967 года, выдавая Laissez-Passer египетским евреям и позволяя им таким образом эмигрировать.
Проарабская политика правительства Франко сформировала устойчивую позицию, которую было очень трудно преодолеть даже после перехода к демократии. Первое испанское правительство после смерти генерала Франко во главе с Адольфо Суаресом заявило, что оно не признает Израиль, если он не покинет оккупированные территории и не разрешит создание палестинского государства.
После отставки Суареса в 1982 году новый премьер-министр Испании Леопольдо Кальво-Сотело, по всей видимости, был готов к установлению дипломатических отношений между Испанией и Израилем, однако этот шаг был отложен до следующего состава правительства из-за проарабской позиции министра иностранных дел Хосе Педро Переса-Льорки, который выступал против признания Израиля из-за резни в Сабре и Шатиле и опасений перед перспективой нефтяного эмбарго в виде ответной меры арабских стран. Позже Перес-Льорка стал советником в кувейтской нефтяной компании «Kuwait Petroleum».
Тем не менее, были предприняты некоторые шаги для сближения через использование неформальных контактов Самуэля Хадаса, представителя Израиля во Всемирной туристской организации при ООН, штаб-квартира которой располагается в Мадриде. Хадас, член Израильской рабочей партии, был ответственен за создание испанской ассоциации «Друзья Израиля» и группы по проведению диалога, которая включала в себя несколько членов испанского парламента из Испанской социалистической рабочей партии, таких как Энрике Мугика Герцог, а также членов правящей партии UCD.
Поставив цель установления полноценных дипломатических отношений с Израилем, 25 апреля 1985 года премьер-министр Фелипе Гонсалес, который был избран от Испанской социалистической рабочей партии тремя годами ранее, отправил личное письмо генеральному секретарю Лиги арабских государств Шадли Клиби, сообщая ему о планах испанского правительства о дипломатическом признании Израиля. После операции «Деревянная нога» 1 октября 1985 года, когда ВВС Израиля совершили налет на штаб-квартиру Организации освобождения Палестины (ООП) в Тунисе, испанское правительство решительно осудило нападение и временно приостановило процесс признания Израиля. Однако уже в январе следующего года официальные лица Испании провели в Мадриде беседы с послами арабских стран, сообщая им о планах Испании по признанию Израиля. Испания и Израиль установили дипломатические отношения 17 января 1986 года. Самуэль Хадас был назначен первым израильским послом в Мадриде. Испания присоединилась к ЕЭС 1 января. Вскоре после этого в Мадриде открылось представительское бюро ООП «как доказательство традиционной дружбы Испании с палестинским народом и как инструмент для достижения прочного, справедливого и глобального решения арабо-израильского конфликта».

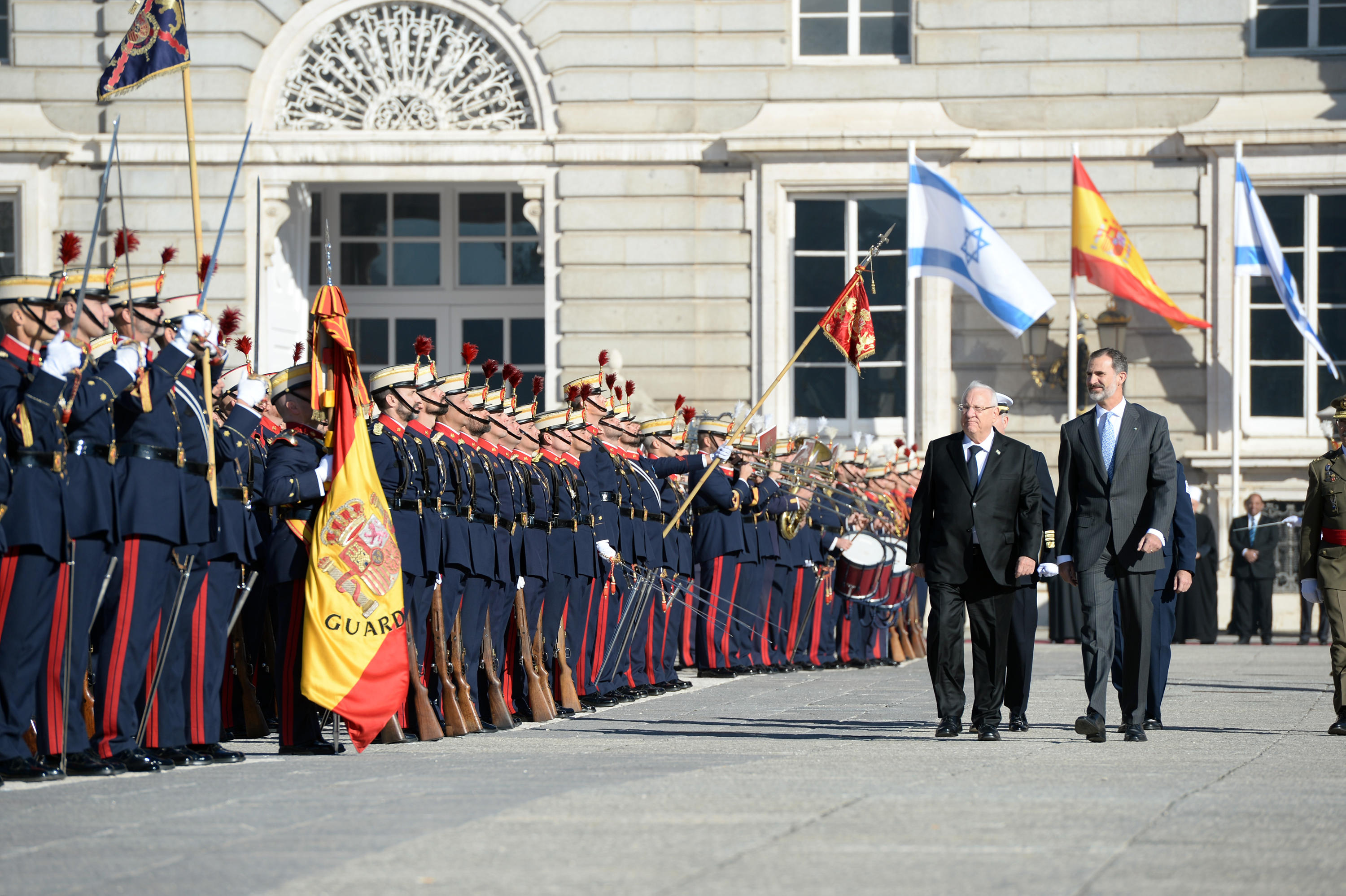
Визит Реувена Ривлина в Испанию, 2017 год.

В 2000 году Испания сняла вето на вступление Израиля в Western European Group при ООН на правах полноправного члена, прекратив таким образом административную неопределенность с Израилем, поскольку его членство в Азиатской Группе было невозможно из-за большого количества мусульманских стран, блокировавших его заявку на вступление.
В октябре 2011 года испанский кронпринц Фелипе и его жена принцесса Летиция прибыли в Израиль с двухдневным государственным визитом для празднования 25-летия установления дипломатических отношений и встретились с местными учёными.
В начале октября 2017 года в Каталонии прошёл референдум о независимости этой провинции от Испании. Его результаты вызвали неоднозначную реакцию внутри страны и последовавший за этим политический кризис. Правительство Испании обратилось к правительству Израиля с просьбой не признавать результаты референдума и, возможно, последующее за этим провозглашение независимости провинции. Правительство Израиля приняло решение никак не реагировать на данную просьбу: не признавать независимость Каталонии и не отвергать её. Это было сделано для того, чтобы не остаться в меньшинстве на международной арене, так как большинство стран не торопились признавать независимость Каталонии в случае её возможного провозглашения, несмотря на то, что в самой Каталонии процент жителей, поддерживающих Израиль, гораздо выше, чем в остальной Испании, а также несмотря на многолетнюю резкую критику действий израильского кабинета испанским правительством во всем, что касается арабо-израильского конфликта.

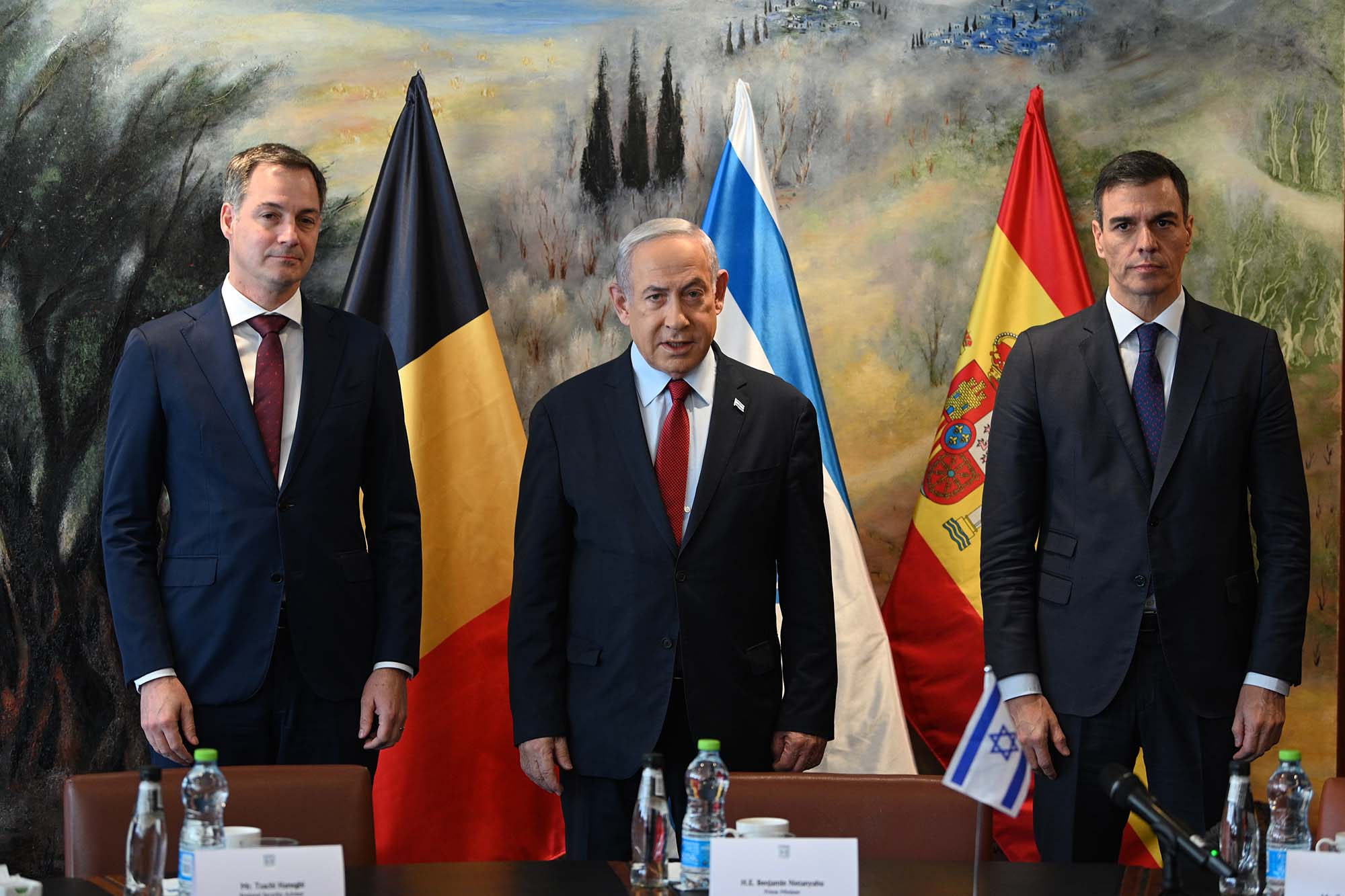
Премьер-министр Бельгии Александр Де Кро, премьер-министр Израиля Биньямин Нетаньяху и премьер-министр Испании Педро Санчес во время их официального визита в Израиль (ноябрь 2023 года).

## Религиозные и культурные связи
Многие израильтяне — сефардские евреи, культурно связаны с Иберийским полуостровом, откуда в конце XV века евреи были изгнаны. Многие израильтяне также являются потомками испанских и португальских евреев, изгнанных с полуострова ещё до описанных событий. Некоторые израильтяне живут в Испании сегодня, в стране существует небольшая современная община испанских евреев. Многие испанцы также являются перешедшими в христианство потомками марранов, недавнее исследование приводит предполагаемую цифру в 20 %. Израильская газета «Маарив» отмечает, что согласно собственному признанию Хосе Луис Родригес Сапатеро его семья еврейского происхождения, возможно из марранов.
В честь 25-летия установления дипломатических и культурных связей между Испанией и Израилем, Национальный музей Прадо в Мадриде одолжил картину Эль Греко из Музея Израиля в Иерусалиме. Был устроен специальный приём в присутствии пятого президента Израиля Ицхака Навона и Alvaro Iranzo Gutierrez, испанского посла в Израиле.

## Двусторонняя торговля
В 2010 году двусторонняя торговля достигла уровня €1,69 млрд, из них €853 млн составил израильский экспорт в Испанию, а €836 млн — испанским импорт в Израиль. Хосе Ранеро, экономический и торговый советник при испанском посольстве сказал, что он ожидает ещё большего числа совместных проектов, особенно в области технологии.